# 眼蔵寺
眼蔵寺（がんぞうじ）は、千葉県長生郡長柄町長柄山にある臨済宗妙心寺派の寺院。山号は長柄山。

## 歴史
伝承によれば長和2年（1013年）、沙門戒乗の開基で、はじめ鳴滝寺と称したが、建久3年（1192年）源頼朝が胎蔵界曼荼羅を奉納し胎蔵寺と改め、近世中期から眼蔵寺と称するようになったという。
元は律宗寺院であったが、正応2年（1289年）象外禅鑑（妙覚禅師）によって中興されて臨済宗に改宗したという。また、寛元年間（1243年-1247年）境秀胤が祖先の冥福を祈念して再興したとも伝える。往時は七堂伽藍を配し諸山に列し上総国の利生塔が置かれていた。上総屈指の名刹であり近世には幕府より朱印20石を与えられていた。
その後、衰退し現在は無住の寺となっているが、利生塔跡は「塔根」と呼ばれ、上総守護や関東管領を歴任した上杉朝宗の墓も残されている。

## 文化財
寺の梵鐘は、弘長4年（1264年）在銘の千葉県最古の古鐘で、当時近郊に在住の鋳工広階重永の作品、高さ91cm、径62.1cm、池の間 30.6cm×37.5cm。普通の梵鐘に見られる乳（ち、突起状の装飾）を廃して、乳の間の各中央には蓮花座上に月輪を現わし胎蔵界四仏の種子（梵字）を鋳出した無乳の鐘で重要文化財である。ちなみに無乳の鐘は、この眼蔵寺境内より大正6年（1917年）に出土した明徳3年(1392年）銘梵鐘（東京国立博物館所蔵）、山梨県甲州市の向嶽寺の梵鐘を含め、現存しているのは日本に数例のみである。
また、本尊の木造釈迦如来及び迦葉阿難像は、千葉県指定有形文化財である。

## 交通アクセス
- JR東日本外房線茂原駅からタクシー